# Federazione di hockey su ghiaccio della Croazia
La Federazione croata di hockey su ghiaccio (in croato Hrvatski savez hokeja na ledu o HSHL) è un'organizzazione fondata nel 1935 per governare la pratica dell'hockey su ghiaccio in Croazia.
Ha aderito all'International Ice Hockey Federation il 6 maggio 1992.